# Qaḑā' Mā‘īn
Qaḑā' Mā‘īn är en kommun i Jordanien.   Den ligger i guvernementet Madaba, i den centrala delen av landet, 40 km sydväst om huvudstaden Amman.